# Mont Saddle
Mont Saddle är ett berg i Kanada.   Det ligger i provinsen Québec, i den sydöstra delen av landet, 400 km öster om huvudstaden Ottawa. Toppen på Mont Saddle är 957 meter över havet, eller 43 meter över den omgivande terrängen. Bredden vid basen är 0,48 km.
Terrängen runt Mont Saddle är kuperad åt sydost, men åt nordväst är den platt.Trakten runt Mont Saddle är nära nog obefolkad, med mindre än två invånare per kvadratkilometer..
I omgivningarna runt Mont Saddle växer i huvudsak blandskog.